# 刘儒林
刘儒林（1902年—1980年4月9日），男，山东成武人，中华人民共和国政治人物，第四、五届全国人大代表。

## 生平
国民革命军第九十二军副军长、代军长、国民革命军第八十七军副军长。北平和平解放后任中国人民解放军第六十七军第二副军长兼唐(山)秦(皇岛)警备区副司令员。1951年6月8日随第六十七军（代军长李湘、政委旷伏兆）入朝参加了抗美援朝战争，任第一副军长，分管炮兵作战。战后任河北省兵役局局长，安徽省交通厅副厅长，安徽省人大常委会副主任，安徽省政协副主席，民革中央委员。